# Andie MacDowell
Rosalie Anderson MacDowell (sinh ngày 21/04/1958) là một nữ diễn viên và người mẫu thời trang người Mỹ.

## Danh mục phim
| Năm  | Tên phim                                          | Vai diễn                                          | Ghi chú |
| ---- | ------------------------------------------------- | ------------------------------------------------- | --- |
| 1984 | Greystoke: The Legend of Tarzan, Lord of the Apes | Miss Jane Porter                                  | |
| 1985 | St. Elmo's Fire                                   | Dale Biberman                                     | |
| 1988 | The Secret of the Sahara                          | Anthea                                            | Phim truyền hình bộ ít tập |
| 1989 | Sex, Lies, and Videotape                          | Ann Bishop Mullany                                | - Independent Spirit Award for Best Female Lead - Los Angeles Film Critics Association Award for Best Actress - Đề cữ—Chicago Film Critics Association Award for Best Actress - Đề cữ—Golden Globe Award for Best Actress – Motion Picture Drama - Đề cữ—National Society of Film Critics Award for Best Actress (3rd place) - Đề cữ—New York Film Critics Circle Award for Best Actress (3rd place) |
| 1990 | Green Card                                        | Brontë                                            | Đề cử—Golden Globe Award for Best Actress – Motion Picture Musical or Comedy |
| 1991 | Hudson Hawk                                       | Anna Baragli                                      | |
| 1991 | The Object of Beauty                              | Tina                                              | |
| 1991 | Women & Men 2: In Love There Are No Rules         | Emily                                             | Phim truyển hình |
| 1992 | The Player                                        | Chính mình                                        | Cameo appearance |
| 1993 | Short Cuts                                        | Ann Finnigan                                      | - Golden Globe Special Ensemble Cast Award - Volpi Cup for Best Emsemble Cast - Đề cữ—Chicago Film Critics Association Award for Best Supporting Actress |
| 1993 | Groundhog Day                                     | Rita                                              | Saturn Award for Best Actress |
| 1993 | Ruby Cairo                                        | Elizabeth 'Bessie' Faro, also known as Ruby Cairo | |
| 1994 | Four Weddings and a Funeral                       | Carrie                                            | - Đề cữ—David di Donatello Award for Best Foreign Actress - Đề cữ—Golden Globe Award for Best Actress – Motion Picture Musical or Comedy |
| 1994 | Bad Girls                                         | Eileen Spenser                                    | |
| 1994 | Unstrung Heroes                                   | Selma Lidz                                        | |
| 1996 | Michael                                           | Dorothy Winters                                   | |
| 1996 | Multiplicity                                      | Laura Kinney                                      | |
| 1997 | The End of Violence                               | Page                                              | |
| 1997 | Muppets Tonight                                   | Chính mình                                        | Guest star on Season 2 Tập 11 |
| 1998 | Shadrach                                          | Trixie                                            | |
| 1999 | Just the Ticket                                   | Linda Palinski                                    | Also producer |
| 1999 | Muppets from Space                                | Shelley Snipes                                    | |
| 1999 | The Muse                                          | Laura Phillips                                    | |
| 2000 | Harrison's Flowers                                | Sarah Lloyd                                       | |
| 2001 | Town & Country                                    | Eugenie Claybourne                                | Also uncredited producer |
| 2001 | On the Edge                                       | Lisa                                              | Phim truyển hình segment: "Reaching Normal" |
| 2001 | Crush                                             | Kate Scales                                       | |
| 2001 | Dinner with Friends                               | Karen                                             | Phim truyển hình |
| 2002 | Jo                                                | Jo                                                | Phim truyển hình |
| 2002 | Ginostra                                          | Jessie                                            | |
| 2003 | The Practice                                      | Grace Chapman                                     | 1 Tập |
| 2005 | The Last Sign                                     | Kathy MacFarlane                                  | |
| 2005 | Beauty Shop                                       | Terri                                             | |
| 2005 | Riding the Bus with My Sister                     | Rachel Simon                                      | Phim truyển hình |
| 2005 | Tara Road                                         | Marilyn                                           | |
| 2006 | Barnyard                                          | Etta the Hen                                      | Giọng nói |
| 2007 | Intervention                                      | Kelly                                             | |
| 2008 | Inconceivable                                     | Lottie Louise Du Bose                             | |
| 2009 | The Six Wives of Henry Lefay                      | Kate                                              | |
| 2008 | The Prince of Motor City                          | Gertrude Hamilton                                 | Phim truyển hình |
| 2009 | The 5th Quarter                                   | Maryanne Abbate                                   | |
| 2010 | As Good as Dead                                   | Helen Kalahan                                     | |
| 2010 | Lone Star                                         | Alex                                              | Not airs TV series, 2 Tậps |
| 2010 | Daydream Nation                                   | Enid Goldberg                                     | |
| 2010 | At Risk                                           | Monique Lamont                                    | Phim truyển hình |
| 2010 | The Front                                         | Monique Lamont                                    | Phim truyển hình |
| 2011 | Monte Carlo                                       | Pamela Bennett-Kelly                              | |
| 2011 | Footloose                                         | Vi Moore                                          | |
| 2012 | 30 Rock                                           | Claire Williams                                   | 1 Tập |
| 2012 | Jane by Design                                    | Gray Chandler Murray                              | 18 Tậps |
| 2013 | Cedar Cove                                        | Olivia Lockhart                                   | TV Pilot |